# Chionea (Chionea) obtusa
Chionea (Chionea) obtusa is een tweevleugelige uit de familie steltmuggen (Limoniidae). De soort komt voor in het Nearctisch gebied.